# Martini (italmárka)

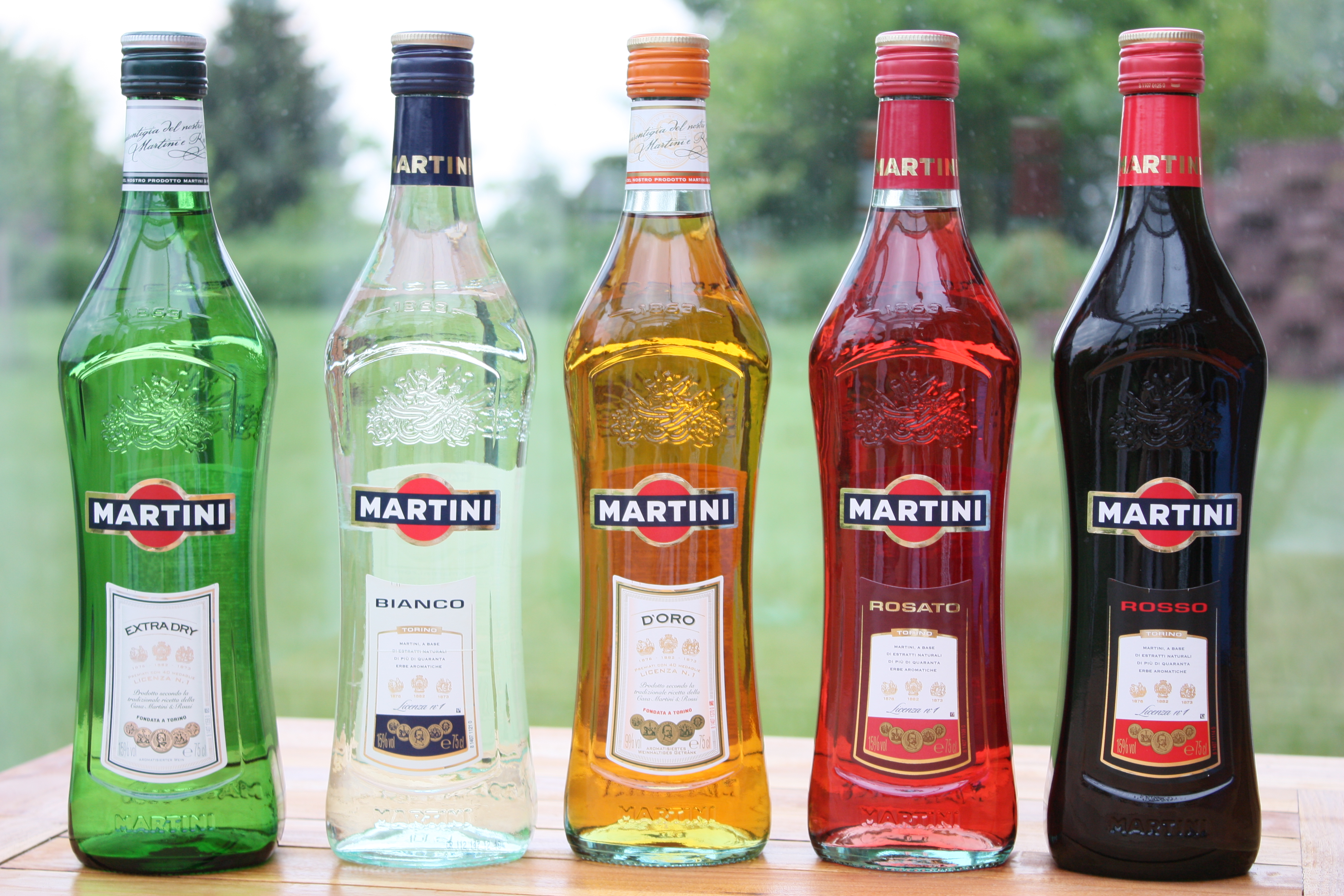
Martini vermutok

A Martini egy italmárka, mely leginkább vermutjairól híres. A márka tulajdonosa az 1863-ban Torinóban alapított Martini & Rossi cég. A vállalat ma a nemzetközi Bacardi-Martini csoport tagja. A vermutok mellett bitterek (keserű szeszes italok) és pezsgők is készülnek Martini márkanévvel. A Martini ismert a sportok (Martini Racing) és a kultúra szponzoraként is.
A Martini egy 2007-es felmérés szerint a világ szeszesital- illetve bormárkái közt a negyedik helyet foglalja el.

## Italok

### Vermut
A vermut (vagy ürmösbor) fűszerezett likőrbor.
- Martini Extra Dry – száraz vermut
- Martini Bianco – édes vermut
- Martini Rosso – édes vermut, karamellel színezve
- Martini Rosato - vermut rosé borból
- Martini d'Oro – vermut sáfránnyal és egyéb nemes fűszerekkel
- Martini Fiero - vérnarancsos ízesítésű

### Bitter
A bitter a keserű szeszes italok és keserűlikőrök gyűjtőneve.
- Bitter Martini
- China Martini

### Pezsgő
A pezsgő a bor utóerjesztésével készített ital.
- Asti Martini
- Asti Martini Mathusalem
- Riesling italico
- Riserva montelera Mathusalem
- Riserva montelera Talento
- Martini prosecco frizzante
- Sigillo Blu di cui la gamma:
- Prosecco Doc di Valdobbiadene
- Riesling Italico
- Riserva Montelera
- Riserva Montelera Millesimato
- Moscato vino frizzante

## Fordítás
- Ez a szócikk részben vagy egészben a Martini című olasz Wikipédia-szócikk ezen változatának fordításán alapul.  Az eredeti cikk szerkesztőit annak laptörténete sorolja fel. Ez a jelzés csupán a megfogalmazás eredetét és a szerzői jogokat jelzi, nem szolgál a cikkben szereplő információk forrásmegjelöléseként.

## Külső hivatkozások
- A Martini magyar nyelvű honlapja. Martini & Rossi. [2011. március 19-i dátummal az eredetiből archiválva]. (Hozzáférés: 2010. november 27.)